# Schlachtgeschwader 5
Das Schlachtgeschwader 5 war ein Verband der Luftwaffe der Wehrmacht im Zweiten Weltkrieg. Es war mit Schlachtfliegern vom Typ Junkers Ju 87 und später Focke-Wulf Fw 190 ausgestattet und führte Luftangriffe mit Bomben und Bordwaffen, unmittelbar zur Unterstützung der Bodentruppen durch. Das Geschwader war während der gesamten Zeit seines Bestehens im Deutsch-Sowjetischen Krieg eingesetzt.

## Aufstellung
Das Schlachtgeschwader 5, entstand am 18. Oktober 1943 mit der I. Gruppe in Nautsi (Lage), im mit dem Deutschen Reich verbündeten Finnland, aus der I. Gruppe des Sturzkampfgeschwaders 5. Das Geschwader war anfangs mit der Junkers Ju 87 und später mit der Focke-Wulf Fw 190 ausgestattet.

## Geschichte

### 1943
Im Oktober 1943 war das Geschwader dem Fliegerführer Nord (Ost) der Luftflotte 5 zugeteilt. Vom Fliegerhorst Nautsi aus, flog es Luftangriffe gegen sowjetische Verbände zur Unterstützung der Gebirgstruppen des XIX. Gebirgs-Korps der 20. Gebirgsarmee an der Murmanfront. Dort wurde es gemäß der Doktrin eines Schlachtgeschwaders direkt gegen feindliche Bodentruppen an der Frontlinie eingesetzt. Das Geschwader war zu dieser Zeit überwiegend mit der Junkers Ju 87D-5 ausgestattet, einem zweisitzigen Schlachtflugzeug, deren Jumo 211J-Motor 1420 PS leistete, eine Höchstgeschwindigkeit von 402 km/h und eine Bombenlast von bis zu 1800 kg ermöglichte. Die Variante D-5 war die erste die keine Sturzflugbremse mehr besaß und zwei 20-mm-Kanonen MG 151/20 starr in den Tragflächenknicken mit sich führte.
Im November verlegte das Geschwader auf den im besetzten Teil Nordrusslands gelegenen Fliegerhorst Dno. (Lage) Dort, im nördlichen Bereich der Ostfront, war sie der 3. Fliegerdivision der Luftflotte 1 zugeteilt.

### 1944
Anfang des Jahres war das Geschwader weiterhin im Nordabschnitt der Ostfront eingesetzt und beteiligte sich am Widerstand gegen die sowjetische Leningrad-Nowgoroder Operation, die letztendlich zu der Befreiung Leningrads nach einer 28-monatigen Blockade führte. Die Offensive zog sich bis zum März hin. Anschließend wechselte das Geschwader erneut nach Finnland, wo sie dem Gefechtsverband Kuhlmey unterstand, der die Aufgabe hatte, finnische Bodentruppen zu unterstützen.
Im Juni gab das Geschwader die letzten Junkers Ju 87 ab und erhielt dafür die Focke-Wulf Fw 190 in der Schlachtfliegervariante F-8. Diese hatte im Vergleich zur Jagdfliegervariante der A-Serie eine verbesserte Panzerung und ein verstärktes Fahrwerk. Am Rumpf konnten Bomben bis zu 500 kg und zusätzlich mit Hilfe eines Einhängerostes vier 50-kg-Bomben angehängt werden. An den Tragflächen konnten weitere Außenlasten mitgeführt werden. Diese Änderungen wirkten sich auf die Flugleistungen aus. So musste ein Geschwindigkeitsverlust von bis zu 90 km/h, eine Reduzierung der Steigleistung um bis zu 5 m/s sowie eine Verringerung der Dienstgipfelhöhe um etwa 2300 m hingenommen werden. Zudem war die Manövrierfähigkeit mit Bombenlast erheblich eingeschränkt und durch die fest installierten Träger unter Rumpf und Tragflächen musste auch nach Abwurf der Außenlasten noch ein Geschwindigkeitsverlust von 15 bis 30 km/h in Kauf genommen werden.
Im August und September nochmals zur 3. Fliegerdivision der Luftflotte 1 im Bereich der Heeresgruppe Nord verlegt, erlebte das Geschwader noch die ersten Tage der sowjetischen Baltischen Operation. Ab schon am 14. September verlegte es nach Hannover-Langenhagen (Lage), zur weiteren Umrüstung und Ausbildung im Nacht- und Blindflug. Im Oktober erfolgte dann der Wechsel auf den Fliegerhorst Berlin-Staaken. (Lage)

### 1945
Im Januar immer noch in Berlin liegend, wurde das Geschwader in die III. Gruppe des Kampfgeschwaders 200 umbenannt.

## Gruppenkommandeure
I. Gruppe
- Hauptmann Martin Möbus, 18. Oktober 1943 bis 2. Juni 1944[6]
- Major Fritz Schröter, Juni 1944 bis 8. Oktober 1944[7]
- Hauptmann Helmut Viedebantt, 9. Oktober 1944 bis 10. Januar 1945[8]

## Auszeichnungen
Bekannte Träger des Ritterkreuz des Eisernen Kreuzes oder höherer Stufen des Schlachtgeschwaders 5.
| Name               | Dienstgrad    | Einheit | Ritterkreuz | Eichenlaub    |
| ------------------ | ------------- | ------- | ----------- | ------------- |
| Möbus, Martin      | Hauptmann     | I./SG 5 |             | 25. Apr. 1944 |
| Morgenstern, Erich | Oberfeldwebel | I./SG 5 | 4. Mai 1944 |               |
| Trummer, Hans      | Feldwebel     | 1./SG 5 | 4. Mai 1944 |               |